# Guardia palatina d'onore
La Guardia palatina d'onore era un'unità militare di fanteria, creata da papa Pio IX nel 1850 in seguito alla fusione di due corpi armati dello Stato Pontificio preesistenti. Partecipò a diverse operazioni militari, compresa la difesa di Roma nel 1870; fu infine sciolta da papa Paolo VI nel 1970.

## Origini

Guardia d'onore palatina, Stato del Vaticano

Il 14 dicembre 1850 Pio IX con apposito decreto fondava la Guardia palatina, aggregando le preesistenti guardie palatine, prima distinte in Guardia civica scelta detta anche Granatiera ed in Milizia urbana. Il provvedimento faceva seguito al rientro del Pontefice dall'esilio di Gaeta, ove si era rifugiato a causa dei moti del 1848. Il 16 novembre 1848 infatti, il popolo aveva assaltato il palazzo del Quirinale, sede del Papa. Nel corso dei torbidi, parte della Guardia civica non aveva difeso adeguatamente il Pontefice e il palazzo e aveva solidarizzato con i rivoltosi.
Il regolamento interno del nuovo Corpo stabiliva che "la Guardia palatina è destinata al servizio della sacra persona di Sua Santità, e prende il posto nell'anticamera subito dopo la Guardia nobile. Presta servizio nei pontificali e nelle cappelle pontificie nello stesso modo e con le stesse regole, che sono state fin qui osservate dalla cessata Guardia civica scelta". Così come era stata riformata, la Guardia palatina d'onore dipendeva dal cardinale prefetto dei sacri palazzi, che ne nominava il comandante, e si articolava su uno stato maggiore e due compagnie, ognuna di 80 uomini. L'arruolamento era rivolto verso i giovani romani provenienti dalla piccola nobiltà e dalla borghesia, con età compresa tra i 20 e i 30 anni. Diveniva dunque, ancor più che nel passato, guardia esclusiva di palazzo con mansioni strettamente legate al servizio e alla tutela del romano pontefice.

## Il servizio attivo
In data 1º gennaio 1851 il Corpo prendeva servizio.
Nel 1859 papa Pio IX, soddisfatto della fedeltà e dell'attaccamento alla sua figura, decideva di premiarlo concedendogli il titolo di Guardia palatina d'onore e istituendone la banda. Contemporaneamente la guardia riceveva la bandiera bianco-gialla, recante lo stemma del Papa e con il puntale sormontato dalla figura in oro di san Michele arcangelo.
A partire dal 1860, lo Stato Pontificio entrava nell'ultimo decennio di vita, che sarebbe terminato nella breccia di Porta Pia. L'Italia era scossa dai moti preunitari. In un'atmosfera sempre più surriscaldata, la Guardia palatina continuava il suo servizio istituzionale, ma era altresì impiegata in compiti straordinari, quali la scorta a convogli di artiglieria e vettovaglie, ricevendo ulteriori apprezzamenti e ricompense di ordine morale da parte di Pio IX.
Nel 1867, il corpo prendeva parte alla difesa contro la minaccia garibaldina, che veniva neutralizzata nella battaglia di Mentana dalle truppe franco-pontificie.
Giungeva infine il 1870: il pomeriggio del 18 settembre la Guardia palatina montava di servizio per l'ultima volta presso il palazzo del Quirinale. In base a specifici accordi con il Regno d'Italia, il corpo veniva escluso dai patti di resa e di fatto recluso all'interno dell'ormai esiguo possedimento pontificio con un organico di 500 unità.
Il 7 febbraio 1878 papa Pio IX morì; gli succedette papa Leone XIII. Il nuovo pontefice manteneva l'approccio positivo nei confronti della Guardia palatina. Nel 1892, mediante un dispaccio del cardinal Mariano Rampolla del Tindaro, segretario di Stato, provvedeva a riformare il corpo, riducendolo a un battaglione, a sua volta articolato su quattro compagnie. Nel 1899 anche le uniformi subivano un ammodernamento.
Nel 1900 durante l'Anno Santo, la Guardia palatina si distingueva per il rendimento profuso. Maggior plauso gli veniva attribuito dalle autorità ecclesiastiche per il servizio gravoso e ininterrotto compiuto sia in occasione dell'ultimo periodo di vita del Pontefice, sia durante il conclave da cui sarebbe emersa la figura di papa Benedetto XV (3 settembre 1914).
Terminata la Grande Guerra, nel 1922 diveniva papa Pio XI. Il nuovo pontefice esprimeva la propria particolare stima nei confronti del corpo, sia mediante attestazioni pubbliche, sia durante l'udienza concessa allo stesso il giorno 11 aprile 1926, in cui affermava: "Noi vi abbiamo passato in rapida rassegna riconoscendovi uno ad uno, leggendo negli occhi di ciascuno, e per gli occhi e nel cuore, i nobili sentimenti che vi amano e che vi mantengono sempre in codesti vostri ranghi. Davvero voi costituite, diletti Figli, una Guardia della quale qualunque sovrano potrebbe, dovrebbe andare fiero e superbo, una Guardia animata da un sentimento di devozione che si accende e si illumina in un pensiero di fede".
Negli anni successivi la Guardia palatina continuava il suo normale servizio, benché si profilassero all'orizzonte una serie di eventi molto impegnativi, quali l'Anno Santo del 1925, il Giubileo sacerdotale del Pontefice nel 1929, la firma dei Patti lateranensi sempre nel 1929 e infine l'Anno Santo straordinario per il XIX Centenario della redenzione nel 1933.
La firma del reciproco riconoscimento tra il Regno d'Italia e la Città del Vaticano nel 1929 permetteva alla Guardia palatina di fuoriuscire dalla cattività in cui permaneva dal 1870: il 25 maggio 1933 si recava presso la basilica di San Giovanni in Laterano e nelle altre zone extraterritoriali per montare di servizio.
Il 10 febbraio 1939 moriva Pio XI. La Seconda guerra mondiale vedeva il pontificato di Pio XII. Nel periodo della occupazione nazifascista di Roma il corpo ebbe di nuovo un vero e proprio ruolo militare, assicurando la sorveglianza armata dei confini del piccolo stato vaticano. L'organico aumentò di 1425 unità e tra questi furono arruolati anche ebrei romani per proteggerli dalle deportazioni. Al termine del conflitto, la Guardia palatina consolidava i propri organici e si apprestava a festeggiare i cento anni dalla fondazione.
Dopo i pontificati di Pio XII e Giovanni XXIII, il 21 giugno 1963 veniva eletto Paolo VI, già Sostituto per gli Affari Generali della Segreteria di Stato durante la permanenza sulla cattedra di Pietro di Pio XI e di Pio XII. Egli spenderà per il corpo parole di compiacimento e concederà, in occasione della festa annuale del 26 giugno 1966, la medaglia d'oro del concilio per l'esemplare servizio prestato.

## Banda della Guardia Palatina d'Onore
Quando fu costituita, nel 1850, la Guardia non ebbe subito una banda musicale, ma disponeva solo di due compagnie di tamburi. Fu solo nel 1859 che alla Palatina venne concesso il privilegio della banda musicale, oltre al titolo “d’onore”, come si può leggere nell’ordine del giorno del 12 settembre 1859, firmato dal Comandante Marchese Giuseppe Guglielmi.
Poi, dal 1870 alla fine della Prima Guerra Mondiale, la Guardia non ebbe più banda. Il primo concerto della nuova banda ebbe luogo il 3 aprile 1921, e da lì in poi la banda è stata presente in ogni evento importante della vita dello Stato di Città del Vaticano. Una storia gloriosa, con picchi di eccellenza riconosciuti anche dal presidente degli Stati Uniti John Fitzgerald Kennedy.
In visita ufficiale da Paolo VI il 2 luglio 1963, Kennedy fece avere le sue particolari congratulazioni alla banda della Guardia Palatina. Si legge nel periodico Vita Palatina del luglio 1963 che “mentre la Banda del Corpo Palatino suonava l’inno nazionale degli Stati Uniti, visibile è stato il compiacimento del Presidente per la musica che ascoltava. Mentre il Presidente era in visita al S. Padre, il Rev. Padre Peter Jacobs, cappellano dei Marines americani, si presentava al Direttore della Banda Maestro Antonino De Luca, e con tono molto cordiale gli segnalava il compiacimento e l’aperto elogio del Presidente per l’esecuzione dell’inno The Star-Stangled Banner, che, a giudizio del Presidente, era stata la migliore fra quelle di tutte le Bande ascoltate in Europa. E qui Padre Jacobs riportava una frase testuale del Presidente: Hanno suonato, questi della Banda del Papa, come sanno suonare soltanto i nostri Marines. Al suo passaggio dopo l’udienza, il Presidente Kennedy sorrideva e rivolgeva alla banda Palatina un saluto particolare”.
Quando Paolo VI sciolse la Guardia Palatina d’Onore, la banda musicale proseguì le sue attività con il suo organico al completo, cambiando nome in Banda Musicale di Città del Vaticano. Ma anche le divise non rappresentano una rottura con la tradizione. Semmai, ne sono una evoluzione, una sorta di vecchia divisa della Guardia Palatina semplificata, senza pennacchio.

## I comandanti
- Tenente colonnello marchese Giuseppe Guglielmi d'Antognolla (com. 1842-1877)
- Colonnello cav. di gr. cr. marchese Giovanni Lepri di Rota (com. 1878-1883)
- Colonnello conte Antonio Spreca (com. 1884-1886)
- Colonnello comm. Fortunato Crostarosa (com. 1887-1903)
- Colonnello gr. uff. conte Camillo Pecci (com. 1903-1912)
- Colonnello comm. Giovanni Battista Di Pietro (com. 1912-1916)
- Colonnello gr. uff. conte Mario Gabrielli di Carpegna (com. 1916-1919)
- Colonnello comm. Odoardo Tabanelli (com. 1919-1929)
- Colonnello gr. uff. Enrico Vuillemenot (com. 1931-1937)
- Colonnello gr. uff. conte Francesco Cantuti Castelvetri (com. 1937-1970)
- Maggiore gr. uff. Pietro Rossi (reggente 1970)

## Epilogo
Il 14 settembre 1970 con una lettera relativa al servizio d'ordine e di vigilanza nella Città del Vaticano, Paolo VI riferiva al cardinale Jean-Marie Villot "che si è venuta maturando in Noi, dopo attenta riflessione, e pur con grande rammarico, la decisione di sciogliere i corpi militari pontifici, ad eccezione dell'antichissima Guardia Svizzera (...). Gliela comunichiamo perché Ella se ne renda interprete presso gli alti responsabili sia della Guardia d'onore, sia della Guardia palatina d'onore, sia della Gendarmeria pontificia e, per il loro tramite, agli ufficiali e a tutti gli appartenenti ai corpi rispettivi".
Con queste parole la Guardia palatina d'onore cessava di esistere.

## L'Eredità: l'Associazione Ss. Pietro e Paolo
L'eredità della Guardia palatina è stata raccolta dall'Associazione Ss. Pietro e Paolo.
Il 24 aprile 1971 il segretario di Stato, il cardinale Jean-Marie Villot, comunicava infatti che Paolo VI aveva approvato lo statuto dell'associazione; il Papa desiderava in tal modo che le caratteristiche specifiche ed esemplari della Guardia palatina fossero dall'associazione «conservate, rinvigorite, adattate e sviluppate», come sottolineato da Giovanni Paolo II in occasione del decennale di costituzione del sodalizio.
L'associazione dipende direttamente dalla Segreteria di Stato e ha la propria sede - come fu per la guardia - nel Palazzo Apostolico; molto apprezzato in Vaticano, il sodalizio è fortemente impegnato nell'offrire il proprio servizio di volontariato al Papa e alla Chiesa Cattolica.
Poliedrici e impegnativi gli ambiti dell'impegno dei soci: dai servizi d'onore espletati durante le Cappelle Papali e nelle cerimonie presiedute dal Santo Padre, al quotidiano servizio di vigilanza e ordine nella basilica vaticana in ausilio della Gendarmeria vaticana e alla Guardia Svizzera pontificia; dall'assistenza liturgica all'ufficio delle celebrazioni liturgiche del sommo pontefice, al rapporto continuo di collaborazione con la reverenda Fabbrica di San Pietro; dal servizio di assistenza alle Missionarie della carità di madre Teresa di Calcutta, fino all'impegno costante di carità presso il Dispensario pediatrico Santa Marta in Vaticano.
La testimonianza schietta di fede cristiana di laici appartenenti alla borghesia del popolo di Roma e l'attaccamento al Papa, un attaccamento filiale, devoto, incondizionato, proprio perché quest'associazione che il papa Giovanni Paolo II ha voluto definire memorabilmente "l'associazione della casa del Papa" ha come sua caratteristica, come era già della Guardia palatina, quella di offrire un servizio diretto al romano pontefice; e il motto che è stato preso dalla Guardia palatina Fide constamus avita vuol significare proprio questo: "siamo salvi nella fede, nella fedeltà dei nostri padri".
Incontrando soci e familiari il 17 giugno 2006, Benedetto XVI si diceva particolarmente lieto di poter rinnovare la gratitudine del successore di Pietro per il servizio che l'associazione rende al Papa con fedeltà e dedizione da tanti anni.
L'Associazione Ss. Pietro e Paolo "rende una particolare testimonianza di vita cristiana, di apostolato e di fedeltà alla Sede Apostolica." (Statuto, art.1)
In occasione del giuramento dei nuovi soci nel 2013, Papa Francesco ha voluto rivolgere il suo primo saluto al sodalizio ringraziando per il servizio unico e prezioso che viene prestato alla Chiesa; [1]Voglio dirvi grazie, molte grazie! Fin dall'inizio mi avete accompagnato con la vostra preghiera, con il vostro affetto e i vostri preziosi servizi nelle varie celebrazioni[2].

## Inno della Guardia palatina
Musica del maestro A. Antonelli, parole del monsignor A. Tondini
Un inno di gloria, - un'onda di canti,
compagni, sciogliamo - dai cuori esultanti;
il giubilo nostro - risuoni nel ciel:
del papa noi siamo - coorte fedel.
Siam figli dell'Urbe, - falange d'onor
del santo Vicario - di Cristo Signor.
Dei padri lontani, - dell'inclita Roma,
i petti ne accende - la fede non doma;
dei Martiri santi - l'invitta pietà
negli ardui cimenti - fortezza ne dà.
Siam figli dell'Urbe, - falange d'onor
del santo Vicario - di Cristo Signor.
Fu questa degli avi - la gloria maggiore;
del nostro drappello - è questo l'onore:
la Tomba di Pietro - fedeli vegliar;
giurammo, e tal giuro - vogliamo serbar.
Siam figli dell'Urbe, - falange d'onor
del santo Vicario - di Cristo Signor.
Lottare e pregare, - la duplice voce;
il duplice emblema, - la spada e la croce;
il premio, uno solo, - l'intrepido amor,
che degna milizia - ci fa del Signor.
Siam figli dell'Urbe, - falange d'onore
del santo Vicario - di Cristo Signor.